# 금구산성
금구산성(金溝山城)은 대한민국 전북특별자치도 김제시 금구면에 있는 산성이다. 1993년 8월 31일 전북특별자치도의 기념물 제85호로 지정되었다.

## 개요
전북특별자치도 김제시 금구면 선암리와 월전리의 경계를 이루는 봉두산 봉우리를 둘러싼 테뫼식 산성으로, 전체 둘레는 900m가량이다.
산의 서북쪽 급경사 지역은 석재 채취로 인해 원형에 손상이 있으나, 동남쪽은 원형이 잘 보존되어 있고 석축도 잘 남아있다. 성벽은 높이가 2m 내외로 자연 경사면을 이용했으며, 동쪽에는 자연석을 이용하여 쌓은 성벽 100m 정도가 남아있다.
이곳에서는 통일신라시대의 토기조각과 조선시대의 기와조각이 골고루 출토되고 있으나, 성이 언제 쌓였는지는 알 수 없다.

## 현지 안내문
이 산성은 금구면 선암리와 월전리의 경계에 솟아 있는 봉두산 봉우리를 감싸고 있다. 《금구읍지》에 의하면 이 산성은 백제시대에 처음 쌓은 것으로 전하는데, 동남쪽의 성벽은 비교적 잘 보존되어 있다. 동쪽 성벽의 일부는 천연 암벽의 급경사면을 이용한 자연성벽인데, 이 자연성벽까지 합한 성의 둘레는 약 900m이다. 성안에는 통일신라 시대의 토기조각으로부터 조선시대의 기와에 이르기까지 다양한 유물이 흩어져 있다.

## 참고 자료
- 금구산성 - 국가유산청 국가유산포털